# Аркатура
Аркату́ра (нем. Arkatur, фр. arcature — ряд арок), аркатурный пояс, аркатурный фриз, аркатурно-колончатый пояс — в отличие от аркады, ряда одинаковых по форме и размеру арок, опирающихся на колонны или на прямоугольные либо квадратные в сечении столбы, аркатура представляет собой непрерывный или расчленённый ряд декоративных, или «ложных» арок-углублений на поверхности стены, фасада здания или на стенах внутренних помещений, скомпонованных в виде фриза.

## Происхождение
Аркатурный фриз характерен для романской архитектуры раннего Средневековья, где он представляет собой упрощённый и переработанный античный мотив. В средневековых соборах деамбулаторий (обходная галерея апсиды храма), представляющий собой ряд арок, опирающихся на колонны или массивные столбы, как бы прислонялся к стене. Так в соборе Вормса (1130—1181) похожая галерея по наружному периметру храма ещё функциональна, а, к примеру, в апсидальной части собора в Модене, Италия, она уже имеет преимущественно декоративное значение, хотя конструктивно ещё остаётся галереей (между аркатурой и стеной имеется малое, почти непроходимое пространство). В иных случаях арки за ненужностью просто замуровывают. Такой мотив характерен для архитектуры Южной Германии, Франции и Севера Италии, Ломбардии, поэтому он и получил название ломбардской арочной галереи. Он хорошо известен по классическому памятнику архитектуры эпохи раннего итальянского Возрождения — тибуриуму церкви Санта-Мария-делле-Грацие в Милане постройки Донато Браманте (1492—1497).
Именно этот приём был привнесён в древнерусскую архитектуру артелью мастеров из Кракова, итальянскими мастерами из Комо в Ломбардии, прежде всего в Кидекшу, Переславль-Залесский, и в постройки владимиро-суздальской школы. Исследователь древнерусской архитектуры О. М. Иоаннисян установил, что схожие элементы встречаются в соборах Германии — в Вормсе, Майнце, но все они восходят к общему источнику, а именно к постройкам, возведённым ломбардскими мастерами в Северной Италии — в Комо, резиденции императора Фридриха, и в Павии. Ближайший прототип — собор в Модене. Схожей концепции придерживался А. И. Комеч.
В древнерусском зодчестве такой приём, ставший уже истинно русским, получил несколько иное название: аркатурно-колончатый пояс, поскольку в нём небольшие арочки, вырезанные рельефом на стене, опираются на колонки, а те — на небольшие консоли. «Во владимиро-суздальской архитектуре такие консоли декорировали рельефными масками, капители колонок — резьбой, и весь фриз опоясывал наружные стены белокаменного храма несколько выше середины. Такой аркатурный пояс представляет собой характерный пример происхождения декоративных форм в архитектуре от переосмысления утилитарной строительной конструкции, в данном случае арки. Аналогичную эволюцию в западноевропейской архитектуре претерпели машикули: от бойниц крепостной стены до декоративного арочного фриза под карнизом здания».
В качестве элемента раскреповки фасадов и стен внутренних помещений аркатура характерна также для каменного зодчества стран Древнего Востока, Малой и Средней Азии.

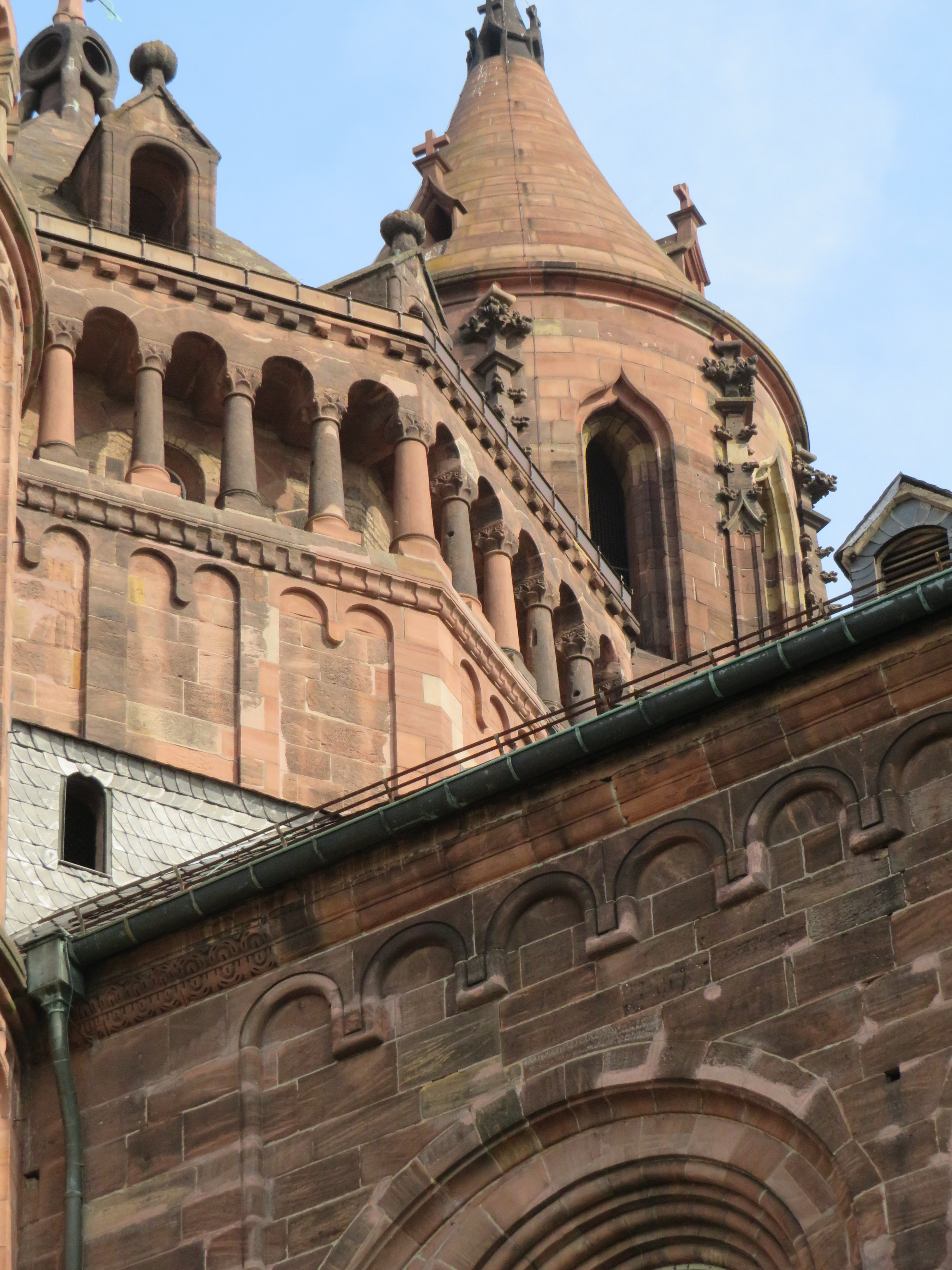
Собор в Вормсе. Обходная галерея. 1130—1181
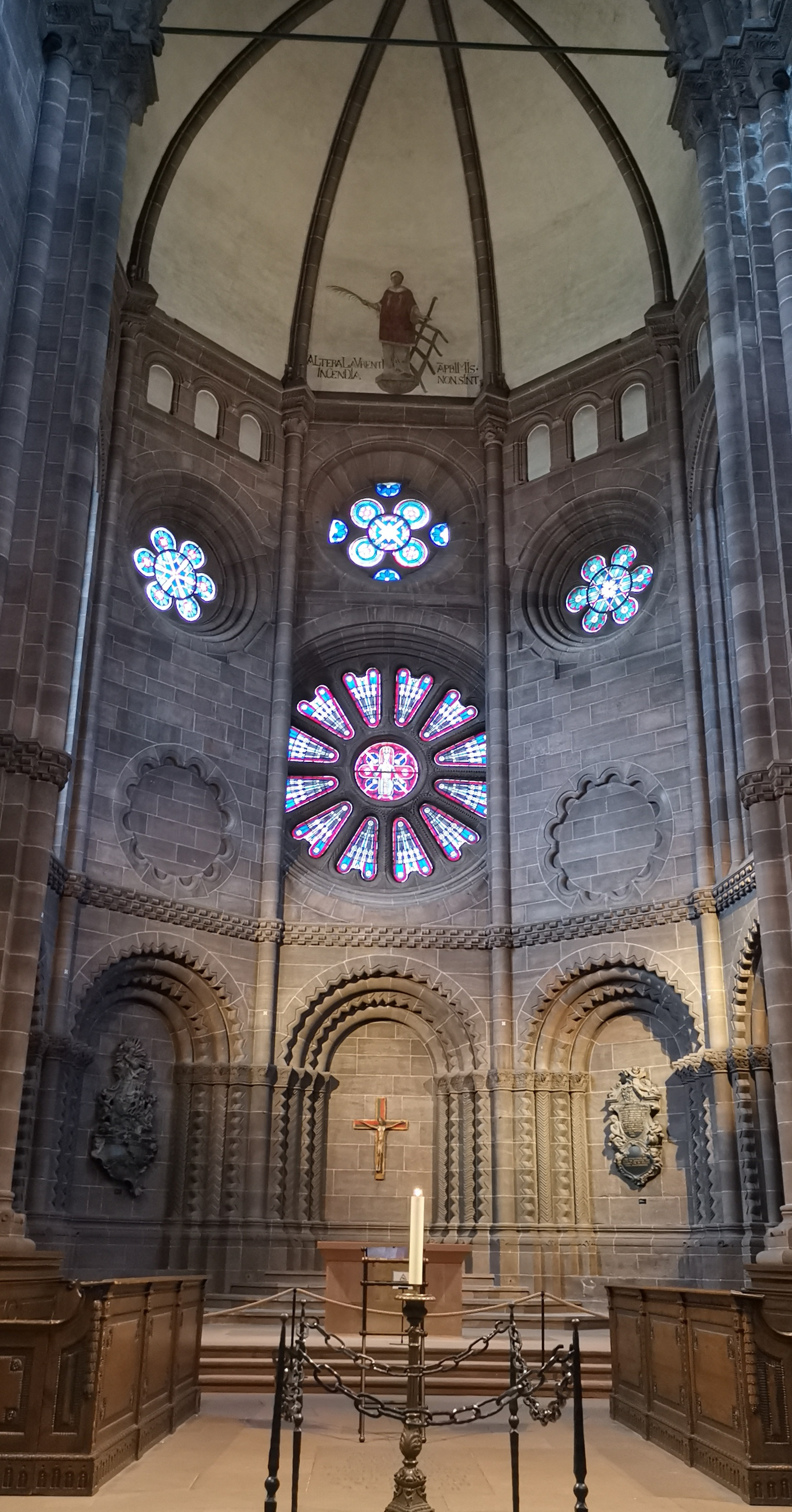
Собор в Вормсе. Аркатура апсиды
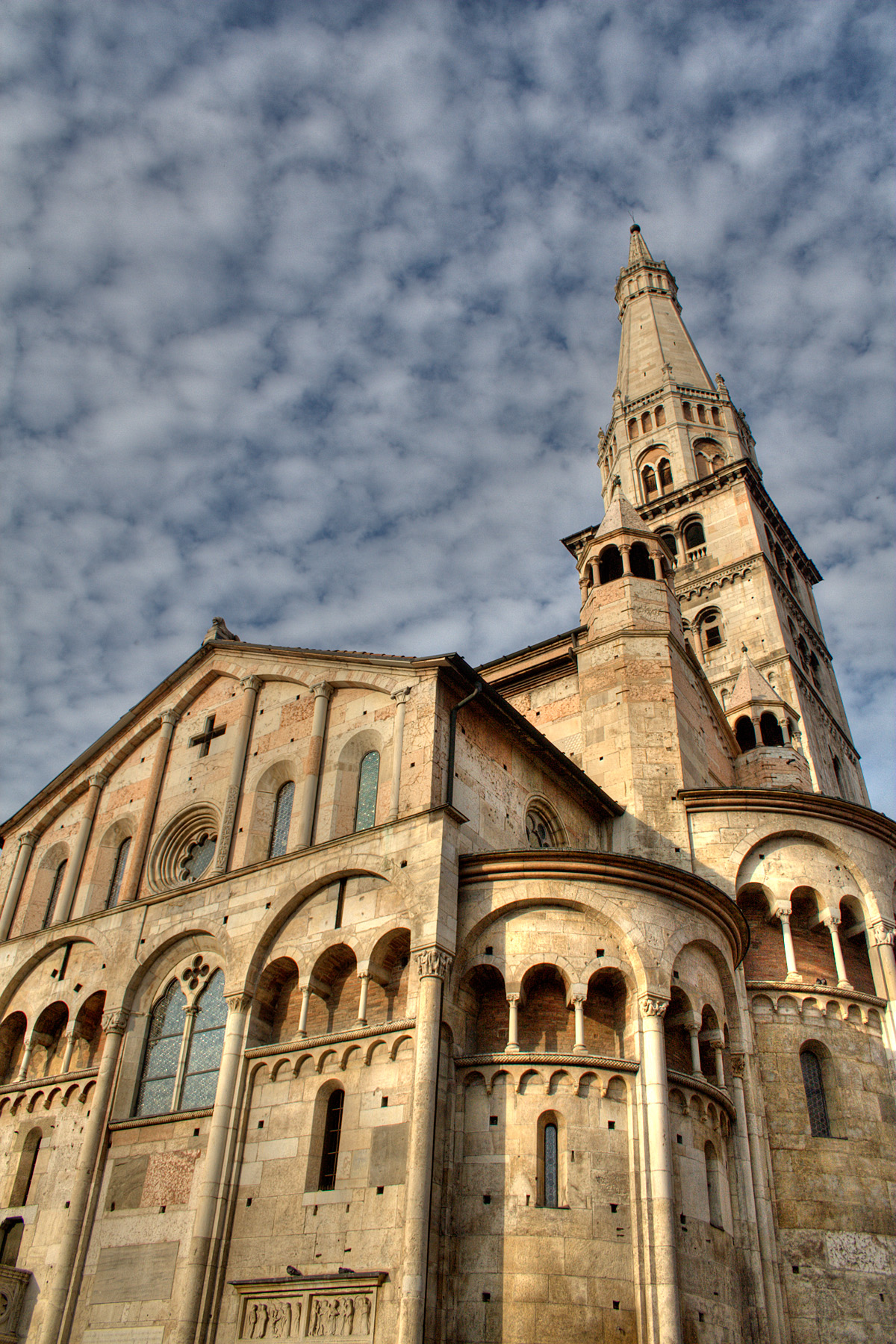
Собор в Модене. Вид с юго-востока. 1099—1319
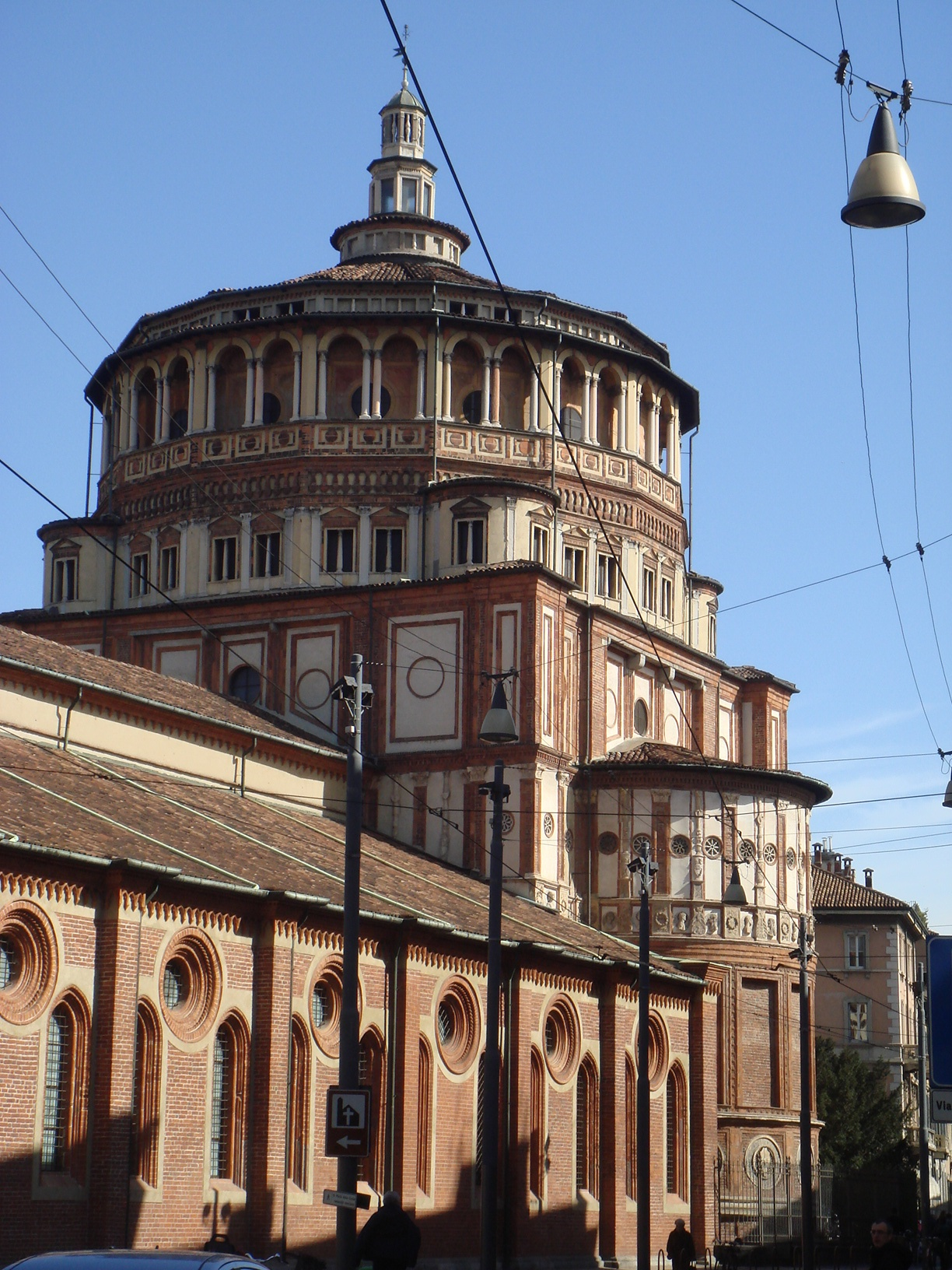
Базилика Санта-Мария-делле-Грацие в Милане. Тибуриум над средокрестием церкви. 1492—1497. Архитектор Д. Браманте
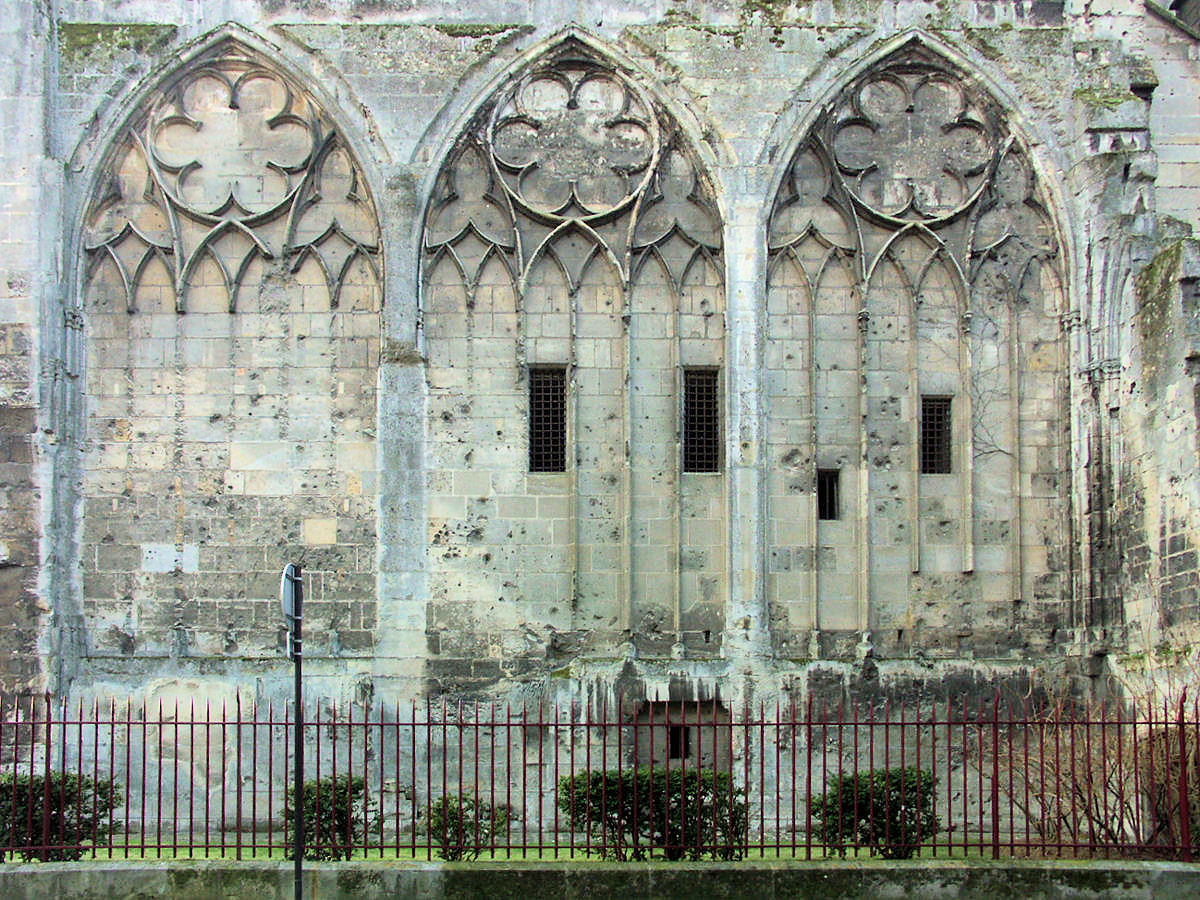
Суассонский собор, Франция
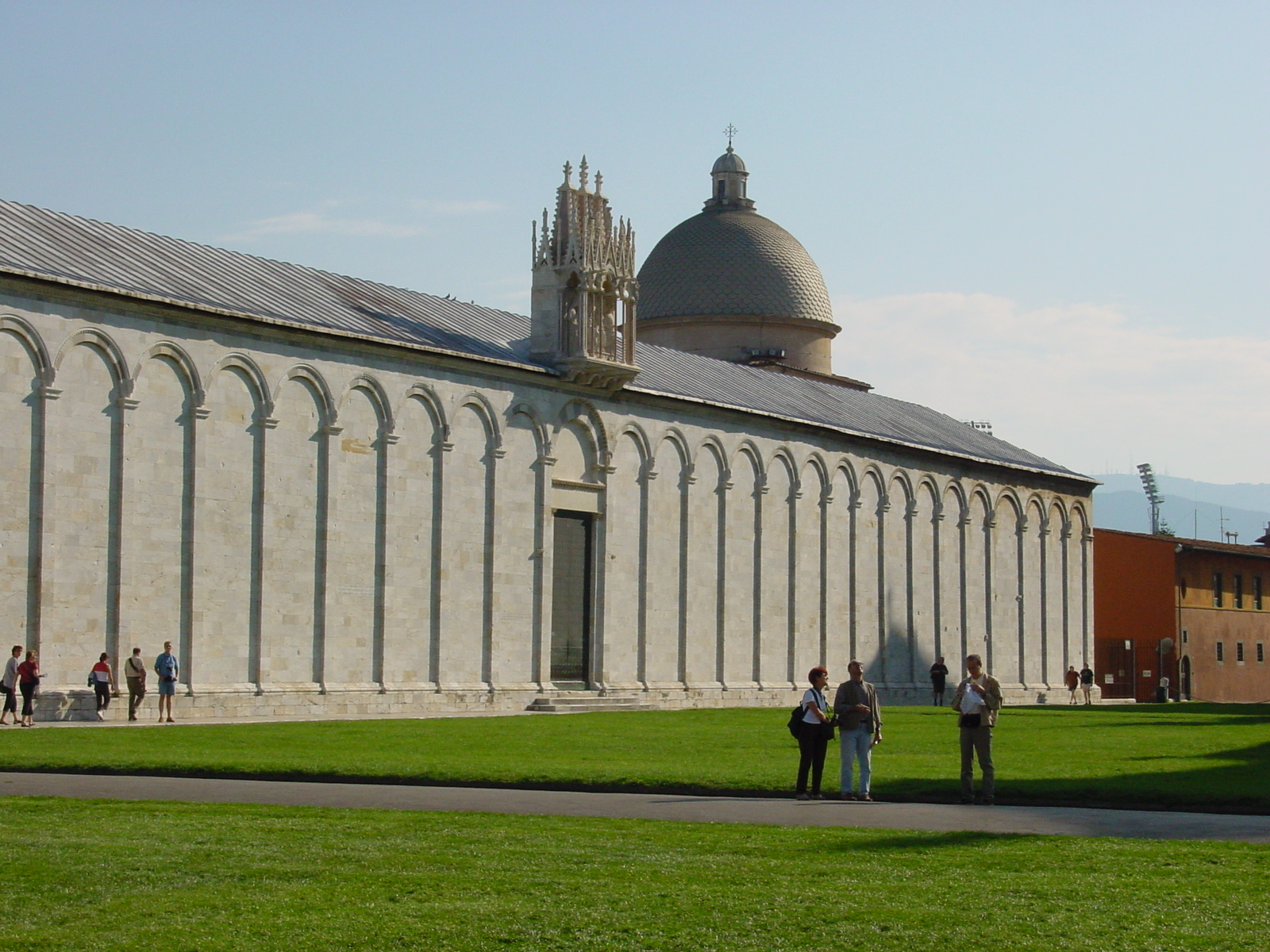
Кампосанто в Пизе, Италия
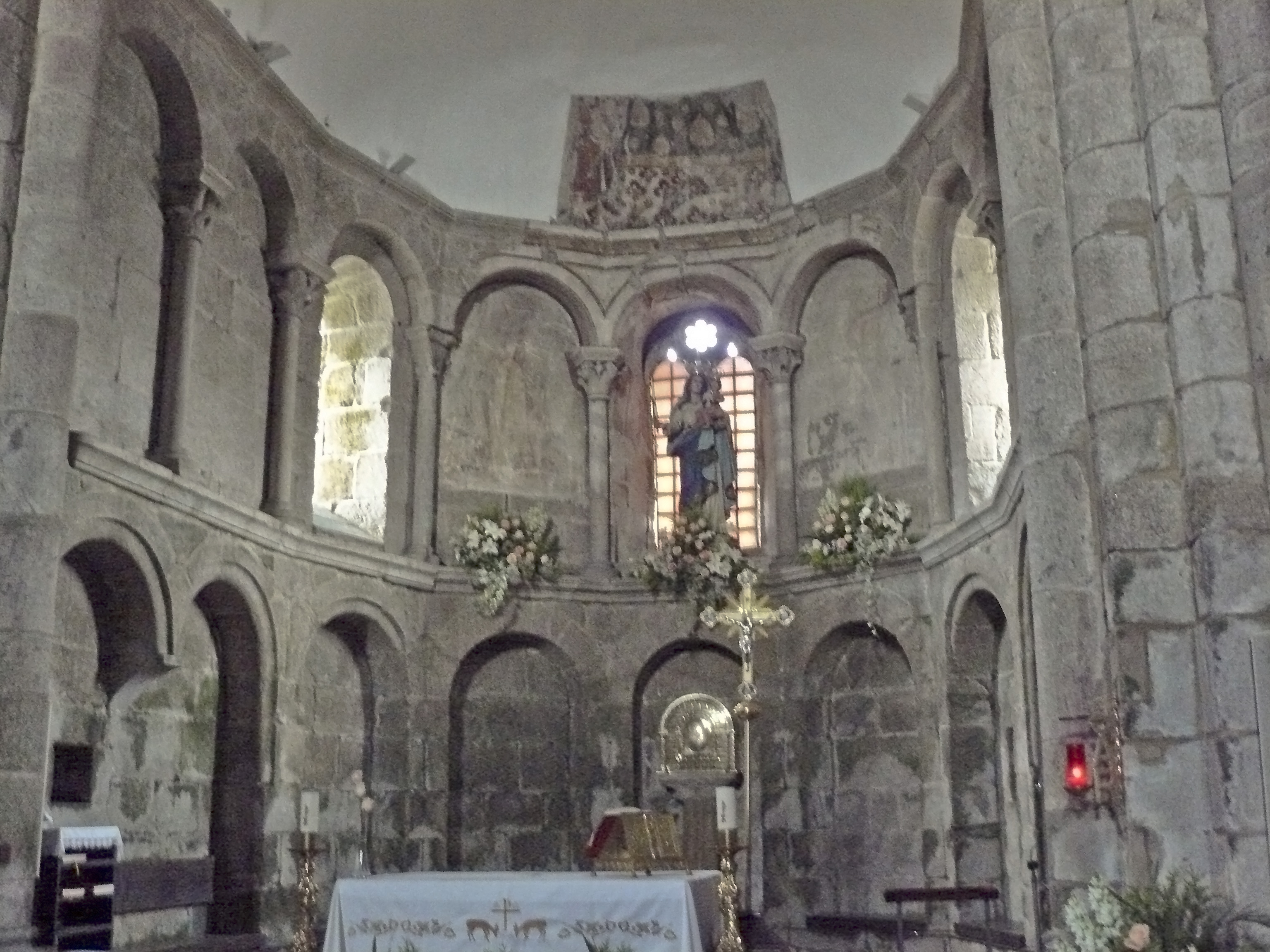
Сантьяго-де-Компостела, Испания
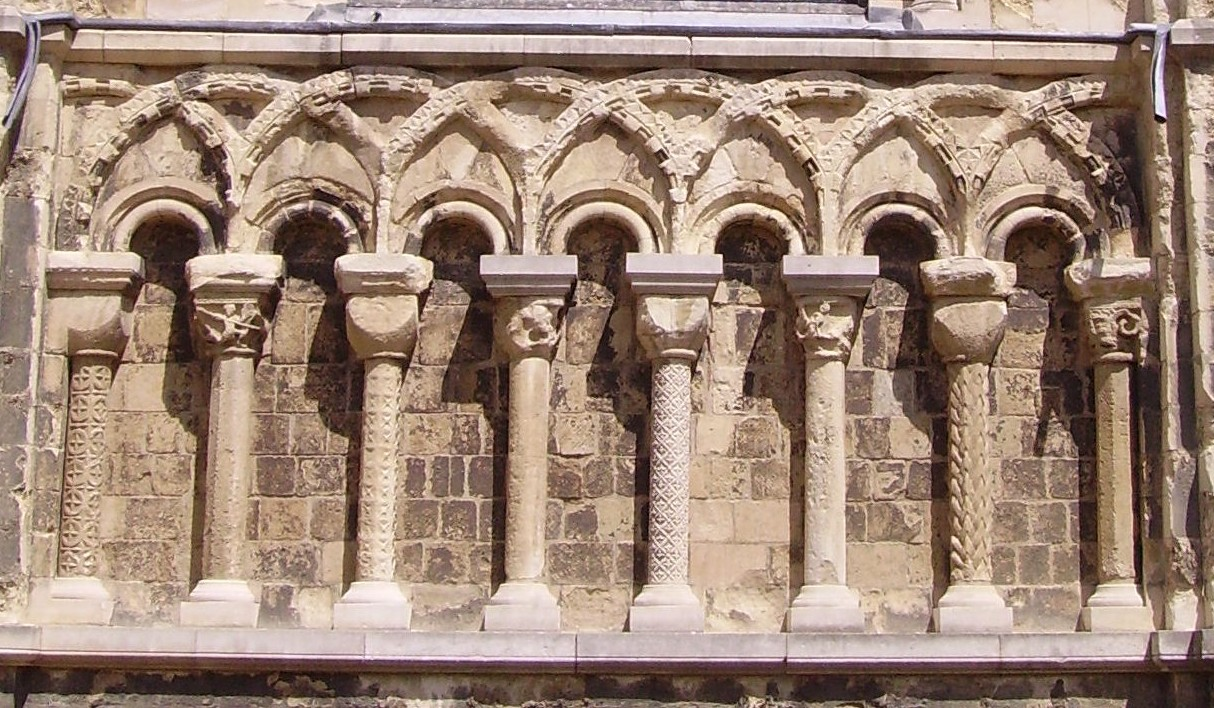
Кентерберийский собор, Англия
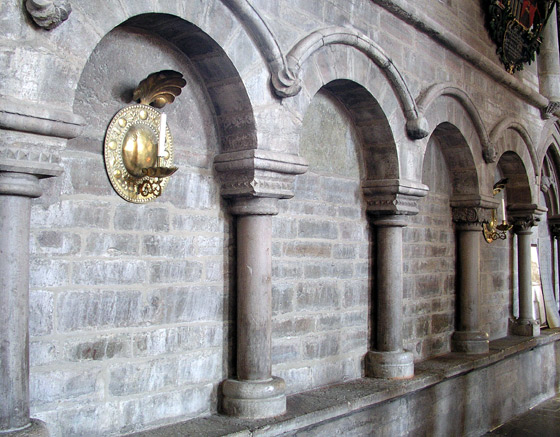
Кафедральный собор Линчёпинга, Швеция
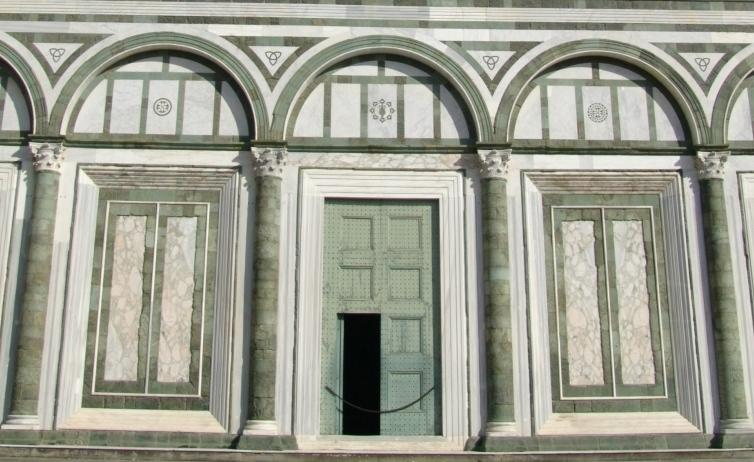
Сан-Миниато-аль-Монте, Флоренция, Италия
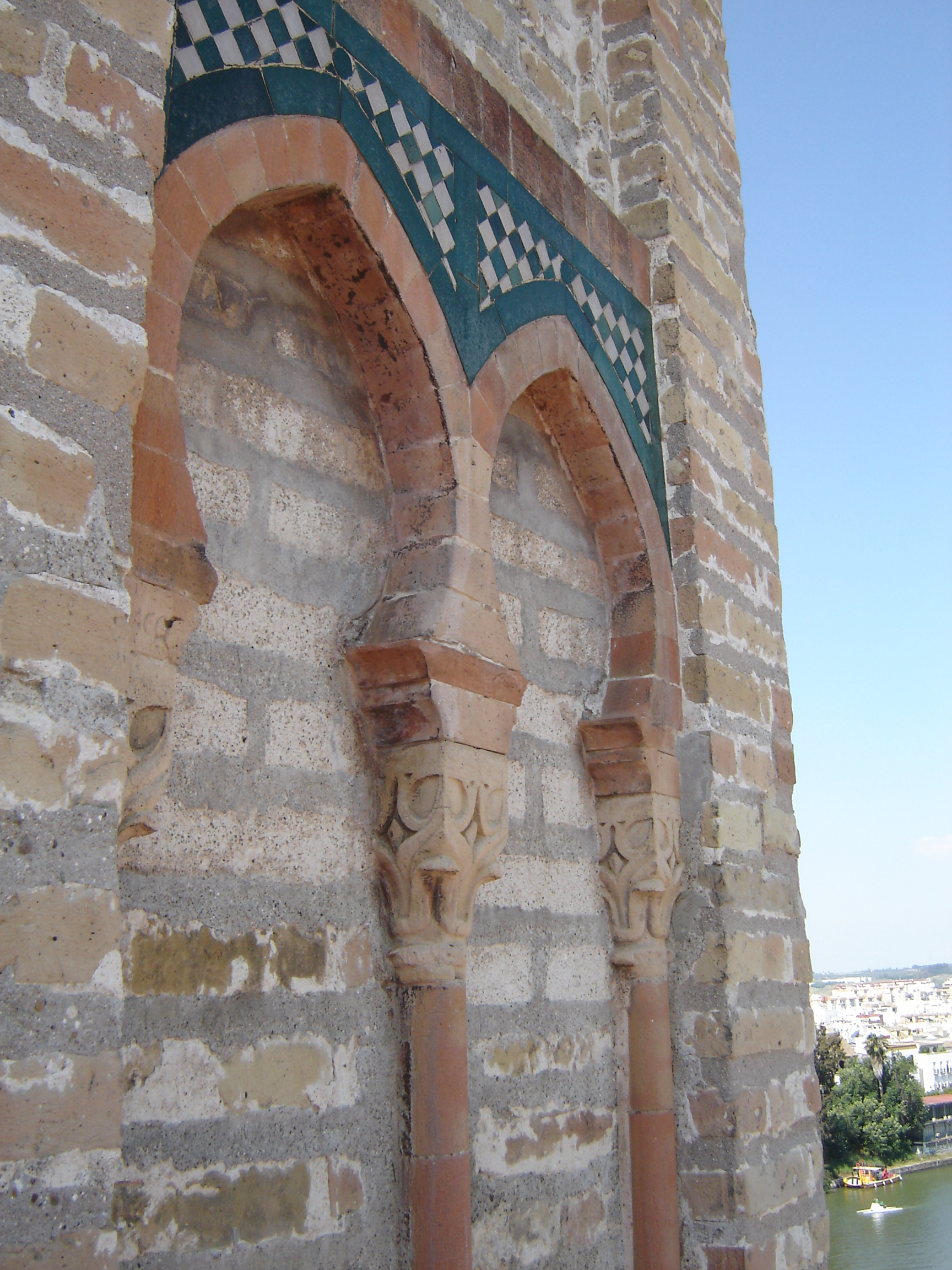
Торре-дель-Оро, Севилья, Испания
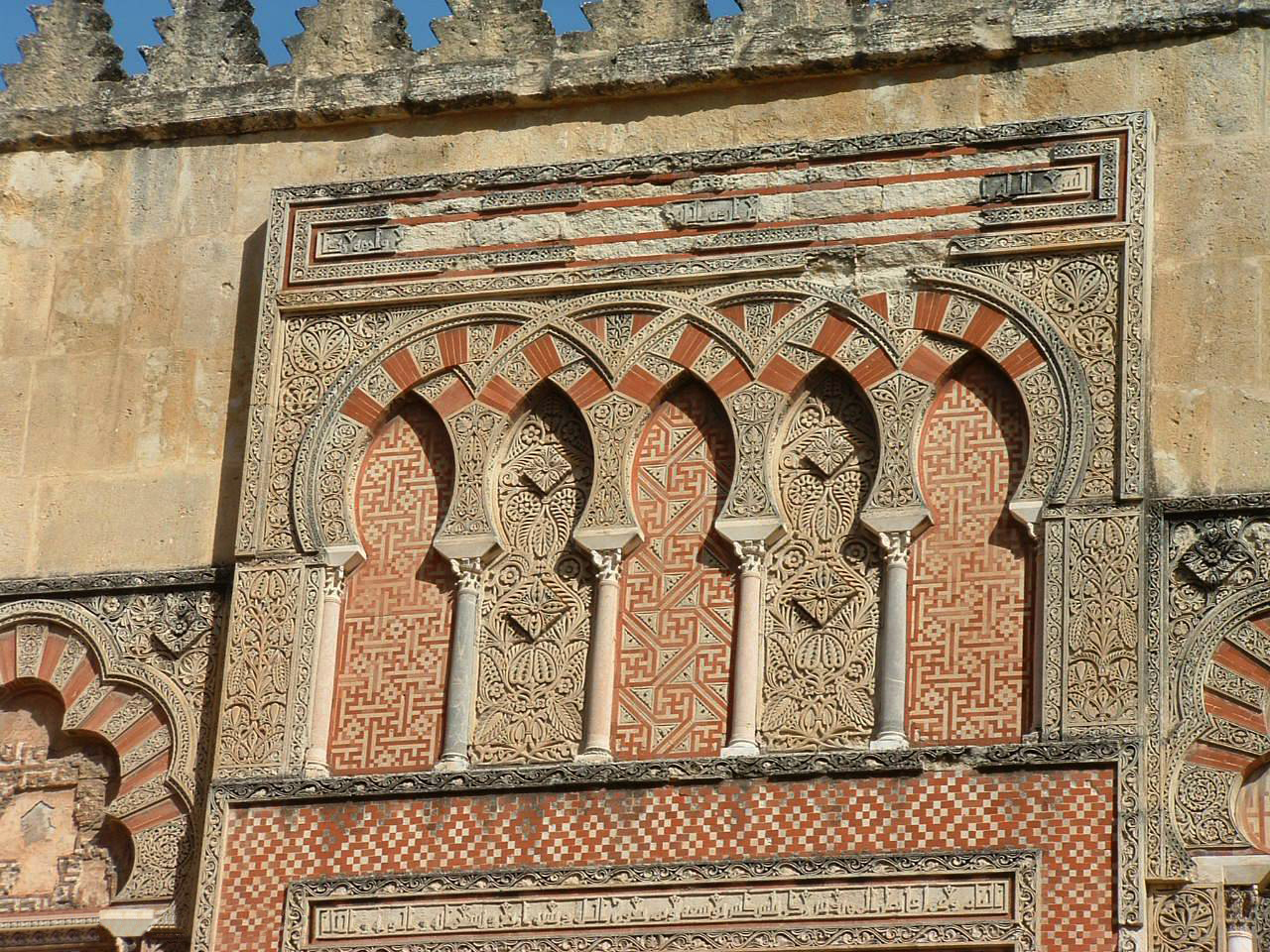
Мескита, Кордова, Испания
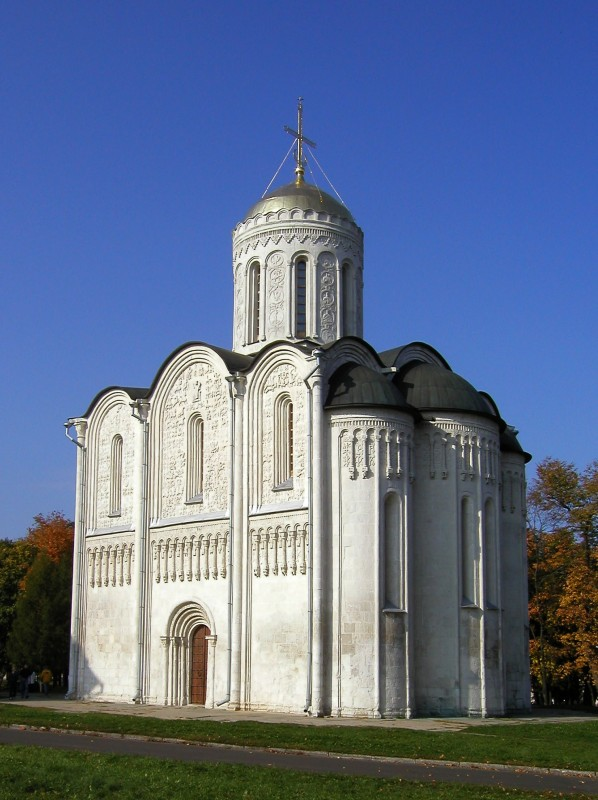
Владимир. Дмитриевский собор. 1194—1197
Аркатурно-колончатый пояс фасада Дмитриевского собора во Владимире